# GranTokyo
Le GranTokyo (グラントウキョウ, Guran Tōkyō) est un gratte-ciel situé dans le quartier de Marunouchi à Tokyo au Japon. La construction de cette tour de 205 m de haut s'est achevée en 2007.

## Source
- (en) Cet article est partiellement ou en totalité issu de l’article de Wikipédia en anglais intitulé « GranTokyo » (voir la liste des auteurs).